# Wakefieldia macrospora
Wakefieldia macrospora är en svampart som först beskrevs av Hawker, och fick sitt nu gällande namn av Hawker 1954. Wakefieldia macrospora ingår i släktet Wakefieldia och familjen Boletaceae.   Inga underarter finns listade i Catalogue of Life.